# Suzanne (chanson de VOF de Kunst)
Pour les articles homonymes, voir Suzanne et Susanna.
Singles de VOF de Kunst / The Art Company
Oude liefde roest niet
(1984)
Suzanne est une chanson du groupe de pop néerlandais VOF de Kunst. Originellement écrite en néerlandais et sortie en single en 1983, elle atteint la 1re place aux Pays-Bas et la 13e place en Flandre (Belgique néerlandophone).
Une version anglaise de ce titre, intitulée Susanna est sortie par le même groupe, mais sous le nom The Art Company, en 1984. Cette version atteint notamment la 1re place en France, en Grèce et en Israël, le top 5 en Autriche, au Danemark, en Irlande, en Norvège, au Portugal, en Suède, la 6e place en Suisse et la 12e place au Royaume-Uni. Le single est certifié disque d'or en France et il est vendu à plus de trois millions d'exemplaires dans le monde.

## Contexte et accueil
En 1983, le groupe enregistre la chanson à Tilbourg en néerlandais pour leur premier album studio Maandagmorgen 6:30. Après sa sortie en single, elle connaît un succès immédiat aux Pays-Bas. Dans les deux hit-parades principaux aux Pays-Bas, le Nederlandse Top 40 et le Nationale Hitparade, la chanson s'est classée respectivement à la troisième et première place. 
Après le succès de la chanson, le groupe enregistre la même année la chanson sous le même titre en allemand et en anglais sous le titre Susanna en 1984. La version allemande se classe en Allemagne à la 68e place. La version anglaise, pour laquelle le groupe adopte le nom The Art Company, obtient plus de succès, notamment en France où elle se classe en tête des ventes et est certifiée disque d'or avec plus de 900 000 exemplaires vendus. Elle se classe aussi à la 1re place en Grèce et en Israël, la 2e place en Autriche et au Portugal, la 3e place en Norvège, la 4e place en Suède et la 6e place en Suisse. Elle se classe également dans les pays anglophones, atteignant la troisième et la 12e place en Irlande et au Royaume-Uni respectivement,.
Susanna est vendu à plus de trois millions,, ou cinq millions,, d'exemplaires dans le monde.

## Liste des titres
| A. | Suzanne                     | 4:41 |
| B. | Het voordeel van de twijfel | 3:32 |

| A. | Suzanne (Deutsche Version) | 4:43 |
| B. | Im Elften Stock            | 3:14 |

| A. | Susanna        | 4:41 |
| B. | The 17th Floor | 3:13 |

## Crédits
- Caroline Bogman – écriture
- Ferdi Lancee – écriture
- Michael Chambosse – adaptation en allemand
- Mark Foggo (en) – adaptation en anglais
- Pierre Geoffroy Chateau – production

Crédits provenant des notes d'accompagnement,,.

## Classements et certifications
| Classement (1983–84)                   | Meilleure position |
| -------------------------------------- | ------------------ |
| Afrique du Sud (Springbok Top 20)      | 6                  |
| Allemagne de l'Ouest (Media Control)   | 68                 |
| Autriche (Ö3 Austria Top 40)           | 2                  |
| Belgique (Flandre Ultratop 50 Singles) | 13                 |
| Danemark (IFPI)                        | 4                  |
| Espagne (AFYVE)                        | 6                  |
| Europe (European Top 100)              | 11                 |
| France (SNEP)                          | 1                  |
| Grèce (IFPI)                           | 1                  |
| Irlande (IRMA)                         | 3                  |
| Israël (IBA)                           | 1                  |
| Norvège (VG-lista)                     | 3                  |
| Pays-Bas (Nederlandse Top 40)          | 3                  |
| Pays-Bas (Nationale Hitparade)         | 1                  |
| Portugal (IFPI)                        | 2                  |
| Royaume-Uni (UK Singles Chart)         | 12                 |
| Suède (Sverigetopplistan)              | 4                  |
| Suisse (Schweizer Hitparade)           | 6                  |

| Classement (1983)             | Position |
| ----------------------------- | -------- |
| Pays-Bas (Nederlandse Top 40) | 41       |
| Pays-Bas (Single Top 100)     | 25       |

| Classement (1984) | Position |
| ----------------- | -------- |
| France (SNEP)     | 5        |

### Certifications
| Pays                                                             | Certification | Ventes certifiées |
| ---------------------------------------------------------------- | ------------- | ----------------- |
| France (SNEP)                                                    | Or            | 500 000*          |
| *Ventes selon la certification xNon précisé par la certification |               |                   |

## Version d'Adriano Celentano
La même année 1984, la chanson (sous le titre Susanna) a été reprise en italien par Adriano Celentano sur l'album I miei americani, qui consiste en des reprises en italien de succès américains ou anglophones. Cette version est reprise en 2017 par Francesco Gabbani sur son album Magellano.

## Version de Carlos
Toujours en 1984, le chanteur Carlos reprend la chanson et l'adapte sous un format humoristique sous le nom Baby bla bla (Susanna).

## Version de Ricky Martin
Singles de Ricky Martin
Dime que me quieres
(1992) Juego de ajedrez
(1992)
Clip vidéo
[vidéo] « Susana (audio) », sur YouTube
Quelques années plus tard, la chanson a été reprise en espagnol par le chanteur portoricain Ricky Martin sous le titre Susana, sur son premier album studio Ricky Martin parue en 1991. Sa version a également été publiée comme single promotionnel le 15 août 1992 chez Sony Music,.
| 1. | Susana | 4:54 |

### Classement
| Classement (1992)                    | Meilleure position |
| ------------------------------------ | ------------------ |
| Mexique (Canciones que México canta) | 10                 |

## Autres versions
Suzanne ou Susanna a par la suite été adapté dans plusieurs langues :
- en 1984, le chanteur albano-kosovar Naser Gjinovci du groupe Minatori a enregistré une version en albanais sous le titre Mihane ;
- en 1985, le chanteur et humoriste grec Tzimis Panousis (en) a sorti une version humoristique de la chanson en grec ;
- en 1987, Americana Show, un groupe de musique égyptien composé de Hicham Abbas, a publié une version arabe de la chanson, rebaptisée Morgana, parue sur leur album Maganeen[40] ;
- en 1997, le chanteur serbe Igor Starović (sr) avec son groupe Divlji kesten (sr) a enregistré une version en serbo-croate intitulée Suzana[41],[42] ;
- le chanteur colombien Luis Javier Piedrahita Gaviria, dit Fausto (es), a enregistré Susana en 1985 sur le label Hispavox[43], cette version était populaire dans les années 1980 en Amérique latine.

La chanson en tamoul Oh Sona du film indien Vaalee (1999) est officieusement basée sur Suzanne.